# The Little Terror
The Little Terror  è un film muto del 1917 scritto e diretto da Rex Ingram.

## Produzione
Il film, che fu prodotto dall'Universal Film Manufacturing Company con il nome Bluebird Photoplays, venne girato nel New Jersey, nei Leonia studios della Bluebird. Alcune riprese vennero fatte in un circo.

## Distribuzione
Il copyright del film, richiesto dalla Bluebird Photoplays, Inc., fu registrato l'11 luglio 1917 con il numero LP11074. Distribuito dall'Universal Film Manufacturing Company, il film uscì nelle sale cinematografiche statunitensi il 23 luglio 1917. In Danimarca, fu distribuito con il titolo Det lille Uhyre.
Non si conoscono copie ancora esistenti della pellicola che viene considerata presumibilmente perduta.